# Eighth Graders Don't Cry
Achtste Groepers Huilen Niet (tiếng Anh: Eighth Graders Don't Cry, còn được gọi là Cool Kids Don't Cry) là một bộ phim kịch-gia đình năm 2012 được đạo diễn bởi Dennis Bots. Bộ phim bộ phim chuyển thể từ cuốn sách cùng tên của Jacques Vriens. Được chiếu ở Hà Lan vào ngày 15 tháng 2 năm 2012 và đã giành được Giải thưởng Phim Vàng 2012.

## Sơ lược nội dung
Akkie van Fliet (Hanna Obbeek) là một cô học sinh lớp 8. Khi rảnh, cô thích chơi đá bóng. Cô rất thân thiện và yêu quý tất cả các bạn trong lớp. Tuy nhiên, cậu bạn Joep luôn tìm cách gây gổ với cô. Một ngày nọ, khi cả lớp chơi bóng đá trong giờ nghỉ trưa, Joep xô xát với Elise, bạn thân của Akkie. Cô đã khiến cậu ta bị giáo viên tịch thu điện thoại, điều này khiến Joep thực sự tức giận. Vì vậy, cậu ta và Akkie đánh nhau sau giờ học. Giáo viên phát hiện sau khi được báo cáo vụ việc và can ngăn. Mũi Akkies chảy máu khi cô về nhà. Sau buổi tối hôm đó, mũi cô lại chảy máu. Mẹ cô lo lắng và đưa cô đi khám bác sĩ. Mọi thứ trở thành bi kịch khi phát hiện ra Akkie mắc bệnh bạch cầu. Dù vậy, Akkie vẫn muốn tham gia giải bóng đá cho lớp. Bạn bè ủng hộ cô, nhưng Akkie nản lòng khi cô phải ở bệnh viện vài ngày. Trong một buổi khi họ chơi trốn tìm, Akkie trốn trong một cái cây. Cô không thể tự mình xuống và cuối cùng Joep trèo lên cây để giúp cô xuống. Từ lúc đó, hai người thành bạn. Cùng ngày, Akkie đột nhiên bất tỉnh. Cô được đưa đến bệnh viện.
Akkie phải bắt đầu việc hóa trị, nhưng vì bệnh bạch cầu tiến triển nặng hơn, Akkie biết cô sẽ không qua khỏi. Trong đoạn cao trào, Akkie biết rằng căn bệnh ung thư đã lan đến não của cô và thành bệnh nan y, không chữa được nữa. Cô nhờ người bạn thân nhất của mình Elise (Fiona Livingston) chơi thay cô trong giải bóng đá, vì cô biết mình sẽ không thể tự mình chơi được nữa. Joep lo lắng cho cô, nên kêu gọi bạn bè biểu diễn một trận bóng đá để cô xem tại bệnh viện. Họ đã có nụ hôn đầu tiên trên giường bệnh của Akkie. Cô cảm thấy rất vui và ra đi trong thanh thản. Joep và các bạn rất đau buồn. Các bạn trong lớp của cô tôn vinh Akkie trong giải đấu của trường, mọi người xem cô vẫn đang "tham dự" với họ về mặt tinh thần, các bạn đều dán tên cô trên đồng phục và biển hiệu.

## Diễn viên
- Hanna Obbeek trong vai Akkie
- Nils Verkooijen trong vai Joep
- Fiona Livingston trong vai Elise
- Bram Flick trong vai Laurens
- Amin Belyandouz trong vai Brammetje
- Eva Van Der Gucht trong vai Juf Ina
- Loek Peters trong vai Dokter Snor
- Johanna ter Steege trong vai Moeder Akkie
- Reinout Bussemaker như Vader Akkie
- Chris Comvalius trong vai Afida
- Xander Straat trong vai Meester Henk
- Bram van der Hooven trong vai Frenklin
- Lea Vlastra trong vai Tamara
- Renee de Graaff trong vai Christel
- Lucas Dijker trong vai Rico

## Đón nhận

### Giải thưởng
- Giải thưởng Quả cầu vàng (2012, đã giành chiến thắng) [1]
- Giải thưởng Khán giả Golden Calf tại Liên hoan phim Nederlands (2012, đã giành chiến thắng) [2]
- Giải thưởng Rembrandt cho Phim Thanh niên hay nhất Hà Lan (2012, giành chiến thắng) [3]
- Giải thưởng Rembrandt cho Nữ diễn viên xuất sắc nhất Hà Lan (2012, được đề cử - Hanna Obbeek) [4][5]
- Giải thưởng Rembrandt cho Ca khúc phim hay nhất (2012, được đề cử - Kim-Lian van der Meij) [5]
- Giải thưởng Khán giả dành cho Phim truyện hay nhất tại TIFF Kids (2013, giành chiến thắng) [6]
- Phim thiếu nhi hay nhất tại Liên hoan phim thiếu nhi quốc tế Trung Quốc (2013, đã thắng) [7]